# 2012–2013-as holland labdarúgó-bajnokság (első osztály)
Ez a szezon volt az Eredivisie 57. szezonja.
A 2012–2013-as holland labdarúgó-bajnokság első osztálya (hivatalos nevén: 2012–13 Eredivisie) tizennyolc csapat részvételével 2012. augusztus elején rajtolt el, és 2013. május 12-én ért véget. A bajnoki címvédő az AFC Ajax csapata volt. A tavalyi szezonból két csapat - Excelsior és az De Graafschap - esett ki és nem szerepel az Eredivisieben. Helyettük feljutott az Eerste Divisie tavalyi bajnoka a PEC Zwolle és az osztályozót megnyerve pedig a Willem Tilburg csapata is.
Ahogy az elmúlt két szezonban, most is az AFC Ajax csapata nyerte meg a bajnoki címet és így sikerült nekik a címvédés. Mögöttük a PSV Eindhoven és a Feyenoord csapatai végeztek. Az utolsó helyen a tavaly feljutó Willem Tilburg csapata végzett így ők egy év után ismét kiestek. Ahogy a VVV Venlo csapata is kiesett, mert elbukták az osztályozót.
A szezon végén ismét kiosztották a díjakat. Daley Blind, az Ajax balhátvédje lett az "Év játékosa" és Frank de Boer, az Ajax mestere pedig az "Év edzője". A Johan Cruyff-díjat ("Év tehetsége") pedig a Vitesse Arnhem 20 éves játékosa, Marco van Ginkel kapta.

## Csapatváltozások az előző szezonhoz képest
Íme azon csapatok, amelyek a tavalyi szezon befejeztével kiestek az Eerste Divisiebe, illetve onnan feljutottak az Eredivisiebe
Kiestek a másodosztályba
- Excelsior és De Graafschap

Feljutottak az élvonalba
- Willem Tilburg és PEC Zwolle

## Résztvevő csapatok
A 2012–13-as holland labdarúgó-bajnokság első osztályának szezonját - ahogy eddig is - 18 csapat részvételével rendezték meg. A bajnoki szezonban a következő csapatok vettek részt:
| A csapat neve   | Tartomány     | A csapat székhelye | A csapat stadionja       | Befogadóképesség |
| --------------- | ------------- | ------------------ | ------------------------ | ---------------- |
| ADO Den Haag    | Dél-Holland   | Hága               | Kyocera Stadion          | 15 000           |
| AFC Ajax        | Észak-Holland | Amszterdam         | Amsterdam ArenA          | 53 052           |
| AZ Alkmaar      | Észak-Holland | Alkmaar            | AFAS Stadion             | 17 150           |
| Feyenoord       | Dél-Holland   | Rotterdam          | De Kuip                  | 51 577           |
| FC Groningen    | Groningen     | Groningen          | Euroborg                 | 22 579           |
| SC Heerenveen   | Frízföld      | Heerenveen         | Abe Lenstra Stadion      | 26 800           |
| Heracles Almelo | Overijssel    | Almelo             | Polman Stadion           | 8 500            |
| NAC Breda       | Észak-Brabant | Breda              | Rat Verlegh Stadion      | 19 000           |
| NEC Nijmegen    | Gelderland    | Nijmegen           | Stadion de Goffert       | 12 470           |
| PEC Zwolle      | Overijssel    | Zwolle             | Ijsseldelta Stadion      | 10 000           |
| PSV Eindhoven   | Észak-Brabant | Eindhoven          | Philips Stadion          | 35 119           |
| RKC Waalwijk    | Észak-Brabant | Waalwijk           | Mandemakers Stadion      | 7 500            |
| Roda Kerkrade   | Limburg       | Kerkrade           | Parkstad Limburg Stadion | 19 979           |
| FC Twente       | Overijssel    | Enschede           | De Grolsch Veste         | 30 200           |
| FC Utrecht      | Utrecht       | Utrecht            | Stadion Galgenwaard      | 24 426           |
| Vitesse Arnhem  | Gelderland    | Arnhem             | GelreDome                | 25 000           |
| VVV-Venlo       | Limburg       | Venlo              | De Koel                  | 8 000            |
| Willem Tilburg  | Észak-Brabant | Tilburg            | Koning Willem II Stadion | 14 700           |

## Végeredmény
Íme ezen szezon végeredménye:
| #   | Csapat           | M  | GY | D  | V  | G+ – G– | GK  | P                                                       | Megjegyzések                                   |
| --- | ---------------- | -- | -- | -- | -- | ------- | --- | ------------------------------------------------------- | ---------------------------------------------- |
| 1.  | AFC Ajax CV      | 34 | 22 | 10 | 2  | 83–31   | +52 | 76                                                      | 2013–2014-es Bajnokok Ligája – csoportkör      |
| 2.  | PSV Eindhoven    | 34 | 22 | 3  | 9  | 103–43  | +60 | 69                                                      | 2013–2014-es Bajnokok Ligája – 3. selejtezőkör |
| 3.  | Feyenoord        | 34 | 21 | 6  | 7  | 64–38   | +26 | 69                                                      | 2013–2014-es Európa-liga – rájátszás           |
| 4.  | Vitesse Arnhem   | 34 | 19 | 7  | 8  | 68–42   | +26 | 64                                                      | 2013–2014-es Európa-liga – 3. selejtezőkör     |
| 5.  | FC Utrecht       | 34 | 19 | 6  | 9  | 55–41   | +14 | 63                                                      | Rájátszás az Európa-ligás helyért              |
| 6.  | Twente Enschede  | 34 | 17 | 11 | 6  | 60–33   | +27 | 62                                                      | Rájátszás az Európa-ligás helyért              |
| 7.  | FC Groningen     | 34 | 12 | 7  | 15 | 36–53   | −17 | 43                                                      | Rájátszás az Európa-ligás helyért              |
| 8.  | SC Heerenveen    | 34 | 11 | 9  | 14 | 50–63   | −13 | 42                                                      | Rájátszás az Európa-ligás helyért              |
| 9.  | ADO Den Haag     | 34 | 9  | 13 | 12 | 49–63   | −14 | 40 \| rowspan="7" style="background-color: #fafafa;" \| |                                                |
| 10. | AZ Alkmaar       | 34 | 10 | 9  | 15 | 56–54   | +2  | 39                                                      |                                                |
| 11. | PEC Zwolle Ú     | 34 | 10 | 9  | 15 | 42–55   | −13 | 39                                                      |                                                |
| 12. | Heracles Almelo  | 34 | 9  | 11 | 14 | 58–71   | −13 | 38                                                      |                                                |
| 13. | NAC Breda        | 34 | 10 | 8  | 16 | 40–56   | −16 | 38                                                      |                                                |
| 14. | RKC Waalwijk     | 34 | 9  | 10 | 15 | 39–48   | −9  | 37                                                      |                                                |
| 15. | NEC Nijmegen     | 34 | 10 | 7  | 17 | 44–66   | −22 | 37                                                      |                                                |
| 16. | Roda JC Kerkrade | 34 | 7  | 12 | 15 | 51–69   | −18 | 33                                                      | Osztályozó                                     |
| 17. | VVV-Venlo        | 34 | 6  | 10 | 18 | 33–62   | −29 | 28                                                      | Osztályozó                                     |
| 18. | Willem Tilburg Ú | 34 | 5  | 8  | 21 | 33–76   | −43 | 23                                                      | Eerste Divisie                                 |

Forrás: Az Eredivisie hivatalos oldala (hollandul) 
A rangsorolás alapszabályai: 1. összpontszám, 2. egymás elleni eredmények összpontszáma, 3. gólkülönbség, 4. szerzett gólok száma.
(B): Bajnokcsapat, (K): Kieső csapat, (F): Feljutó csapat, (I): Kupainduló, (R): A rájátszás győztese, (KGY): Kupagyőztes

| A 2012/2013-as szezon bajnoka |
| ----------------------------- |
| AFC Ajax 32. cím              |

## Tabellák
| Poz. | CSAPAT          | MSZ | GY | D | V  | PTK | L.G. | K.G. | GK. |
| ---- | --------------- | --- | -- | - | -- | --- | ---- | ---- | --- |
| 1.   | Feyenoord       | 17  | 14 | 3 | 0  | 45  | 42   | 12   | +30 |
| 2.   | PSV             | 17  | 14 | 0 | 3  | 42  | 58   | 17   | +41 |
| 3.   | AFC Ajax        | 17  | 11 | 5 | 1  | 38  | 40   | 10   | +30 |
| 4.   | FC Utrecht      | 17  | 11 | 3 | 3  | 36  | 27   | 12   | +15 |
| 5.   | FC Twente       | 17  | 10 | 4 | 3  | 34  | 33   | 17   | +16 |
| 6.   | Vitesse         | 17  | 9  | 6 | 2  | 33  | 34   | 18   | +16 |
| 7.   | SC Heerenveen   | 17  | 8  | 3 | 6  | 27  | 29   | 30   | -1  |
| 8.   | Roda Kerkrade   | 17  | 6  | 8 | 3  | 26  | 29   | 18   | +11 |
| 9.   | RKC Waalwijk    | 17  | 7  | 5 | 5  | 26  | 24   | 18   | +6  |
| 10.  | Heracles Almelo | 17  | 6  | 6 | 5  | 24  | 38   | 32   | +6  |
| 11.  | NAC Breda       | 17  | 7  | 3 | 7  | 24  | 25   | 27   | -2  |
| 12.  | ADO Den Haag    | 17  | 6  | 6 | 5  | 24  | 25   | 28   | -3  |
| 13.  | FC Groningen    | 17  | 6  | 5 | 6  | 23  | 20   | 25   | -5  |
| 14.  | AZ Alkmaar      | 17  | 5  | 4 | 8  | 19  | 29   | 23   | +6  |
| 15.  | PEC Zwolle      | 17  | 5  | 4 | 8  | 19  | 23   | 29   | -6  |
| 16.  | NEC Nijmegen    | 17  | 4  | 6 | 7  | 18  | 19   | 30   | -11 |
| 17.  | Willem II       | 17  | 5  | 3 | 9  | 18  | 23   | 35   | -12 |
| 18.  | VVV-Venlo       | 17  | 3  | 4 | 10 | 13  | 22   | 42   | -20 |

| Poz. | CSAPAT          | MSZ | GY | D | V  | PTK | L.G. | K.G. | GK. |
| ---- | --------------- | --- | -- | - | -- | --- | ---- | ---- | --- |
| 1.   | AFC Ajax        | 17  | 11 | 5 | 1  | 38  | 43   | 21   | +22 |
| 2.   | Vitesse         | 17  | 10 | 1 | 6  | 31  | 34   | 24   | +10 |
| 3.   | FC Twente       | 17  | 7  | 7 | 3  | 28  | 27   | 16   | +11 |
| 4.   | PSV             | 17  | 8  | 3 | 6  | 27  | 45   | 26   | +19 |
| 5.   | FC Utrecht      | 17  | 8  | 3 | 6  | 27  | 28   | 29   | -1  |
| 6.   | Feyenoord       | 17  | 7  | 3 | 7  | 24  | 22   | 26   | -4  |
| 7.   | AZ Alkmaar      | 17  | 5  | 5 | 7  | 20  | 27   | 31   | -4  |
| 8.   | PEC Zwolle      | 17  | 5  | 5 | 7  | 20  | 19   | 26   | -7  |
| 9.   | FC Groningen    | 17  | 6  | 2 | 9  | 20  | 16   | 28   | -12 |
| 10.  | NEC Nijmegen    | 17  | 6  | 1 | 10 | 19  | 25   | 36   | -11 |
| 11.  | ADO Den Haag    | 17  | 3  | 7 | 7  | 16  | 24   | 35   | -11 |
| 12.  | VVV-Venlo       | 17  | 3  | 6 | 8  | 15  | 11   | 20   | -9  |
| 13.  | SC Heerenveen   | 17  | 3  | 6 | 8  | 15  | 21   | 33   | -12 |
| 14.  | NAC Breda       | 17  | 3  | 5 | 9  | 14  | 15   | 29   | -14 |
| 15.  | Heracles Almelo | 17  | 3  | 5 | 9  | 14  | 20   | 39   | -19 |
| 16.  | RKC Waalwijk    | 17  | 2  | 5 | 10 | 11  | 15   | 29   | -14 |
| 17.  | Roda Kerkrade   | 17  | 1  | 4 | 12 | 7   | 22   | 51   | -29 |
| 18.  | Willem II       | 17  | 0  | 5 | 12 | 5   | 10   | 41   | -31 |

## Eredmények
Íme a szezon összes mérkőzésének az eredménye:
|                 | ADO | AJA | AZ  | FEY | GRO | HEE | HER | NAC | N.E.C. | PEC | PSV | RKC | RJC | TWE | UTR | VIT | VVV | WIL |
| --------------- | --- | --- | --- | --- | --- | --- | --- | --- | ------ | --- | --- | --- | --- | --- | --- | --- | --- | --- |
| ADO Den Haag    |     | 1-1 | 2-2 | 2-0 | 0-1 | 2-1 | 3-1 | 2-1 | 2-0    | 1-1 | 1-6 | 2-2 | 2-2 | 1-3 | 1-2 | 0-4 | 1-1 | 2-0 |
| AFC Ajax        | 1-1 |     | 2-2 | 3-0 | 2-0 | 1-1 | 4-0 | 5-0 | 4-1    | 3-0 | 3-1 | 2-0 | 1-1 | 1-0 | 1-1 | 0-2 | 2-0 | 5-0 |
| AZ Alkmaar      | 1-1 | 2-3 |     | 0-2 | 0-1 | 0-0 | 3-1 | 0-1 | 0-2    | 4-0 | 1-3 | 3-3 | 4-0 | 0-3 | 6-0 | 4-1 | 1-2 | 0-0 |
| Feyenoord       | 3-2 | 2-2 | 3-1 |     | 2-1 | 1-1 | 6-0 | 1-0 | 5-1    | 2-0 | 2-1 | 2-0 | 5-2 | 0-0 | 2-1 | 2-0 | 1-0 | 3-0 |
| FC Groningen    | 2-1 | 0-2 | 1-1 | 2-2 |     | 3-1 | 2-0 | 1-1 | 1-2    | 1-0 | 1-3 | 2-1 | 3-2 | 0-3 | 0-2 | 0-3 | 0-0 | 1-1 |
| Heerenveen      | 1-3 | 2-2 | 0-4 | 2-0 | 3-0 |     | 0-1 | 2-0 | 0-2    | 2-1 | 2-1 | 0-2 | 4-4 | 2-1 | 2-4 | 2-1 | 2-2 | 3-2 |
| Heracles Almelo | 3-3 | 3-3 | 1-2 | 1-2 | 0-2 | 6-3 |     | 2-1 | 1-0    | 1-1 | 1-5 | 4-0 | 5-1 | 1-1 | 1-1 | 3-5 | 1-1 | 4-1 |
| NAC Breda       | 0-3 | 0-2 | 2-1 | 2-2 | 0-1 | 1-2 | 1-1 |     | 2-0    | 3-0 | 1-6 | 2-1 | 5-3 | 0-1 | 1-1 | 0-3 | 1-0 | 4-0 |
| NEC Nijmegen    | 1-1 | 1-6 | 1-1 | 0-3 | 2-1 | 1-3 | 3-2 | 1-1 |        | 1-3 | 1-1 | 1-2 | 0-0 | 1-3 | 2-0 | 2-1 | 1-2 | 0-0 |
| PEC Zwolle      | 4-2 | 2-4 | 1-2 | 3-2 | 1-2 | 1-1 | 0-3 | 2-0 | 0-4    |     | 1-2 | 1-1 | 3-2 | 1-1 | 1-6 | 0-1 | 0-0 | 2-0 |
| PSV Eindhoven   | 7-0 | 2-3 | 5-1 | 3-0 | 5-2 | 5-1 | 4-0 | 4-0 | 4-2    | 1-3 |     | 2-0 | 5-0 | 3-0 | 2-1 | 1-2 | 2-0 | 3-2 |
| RKC Waalwijk    | 4-0 | 0-2 | 2-1 | 1-1 | 1-1 | 0-1 | 1-1 | 0-4 | 2-0    | 1-2 | 3-2 |     | 1-0 | 0-1 | 4-0 | 3-2 | 1-1 | 0-0 |
| Roda Kerkrade   | 0-0 | 1-2 | 2-2 | 0-1 | 4-1 | 1-0 | 3-3 | 0-0 | 2-0    | 1-1 | 2-2 | 3-1 |     | 1-1 | 0-1 | 3-3 | 3-0 | 3-0 |
| FC Twente       | 2-0 | 0-2 | 3-0 | 3-0 | 4-1 | 1-0 | 3-2 | 1-1 | 5-2    | 2-2 | 3-1 | 0-0 | 2-0 |     | 2-4 | 0-1 | 1-0 | 1-1 |
| FC Utrecht      | 1-0 | 0-0 | 2-1 | 0-1 | 1-0 | 3-1 | 3-0 | 3-0 | 0-3    | 1-1 | 1-0 | 1-0 | 4-0 | 1-1 |     | 1-2 | 2-1 | 3-1 |
| Vitesse Arnhem  | 2-2 | 3-2 | 1-2 | 1-0 | 2-0 | 3-3 | 1-1 | 3-0 | 4-1    | 2-1 | 2-2 | 2-2 | 3-0 | 0-0 | 2-0 |     | 0-1 | 3-1 |
| VVV-Venlo       | 2-4 | 0-3 | 1-4 | 2-3 | 0-0 | 1-1 | 0-2 | 1-4 | 2-2    | 0-2 | 0-6 | 1-0 | 2-4 | 2-2 | 1-3 | 3-1 |     | 4-1 |
| Willem Tilburg  | 1-1 | 2-4 | 2-0 | 1-3 | 1-2 | 3-1 | 2-2 | 1-1 | 2-3    | 0-1 | 1-3 | 1-0 | 2-1 | 2-6 | 1-5 | 0-2 | 1-0 |     |

- Forrás: Az Eredivisie hivatalos oldala[halott link]
- A hazai csapatok a baloldali oszlopban szerepelnek.
- Színek: Zöld = hazai győzelem; Sárga = döntetlen; Piros = vendég győzelem

## Bajnokság fordulónkénti változása
Ebből a táblázatból az derül ki, hogy minden egyes forduló után melyik csapat hányadik helyet foglalta el.
| Klub / Fordulók | 1            | 2  | 3  | 4  | 5  | 6  | 7  | 8  | 9  | 10 | 11 | 12 | 13 | 14 | 15 | 16 | 17 | 18 | 19 | 20 | 21 | 22 | 23 | 24 | 25 | 26 | 27 | 28 | 29 | 30 | 31 | 32 | 33 | 34 |   |
| --------------- | ------------ | -- | -- | -- | -- | -- | -- | -- | -- | -- | -- | -- | -- | -- | -- | -- | -- | -- | -- | -- | -- | -- | -- | -- | -- | -- | -- | -- | -- | -- | -- | -- | -- | -- | - |
| Klub / Fordulók | ADO Den Haag | 5  | 10 | 7  | 8  | 6  | 7  | 7  | 7  | 8  | 8  | 8  | 8  | 10 | 8  | 8  | 9  | 9  | 8  | 7  | 8  | 8  | 8  | 8  | 8  | 8  | 7  | 7  | 8  | 9  | 10 | 12 | 10 | 9  | 9 |
| AFC Ajax        | 5            | 2  | 2  | 4  | 3  | 3  | 4  | 4  | 4  | 4  | 5  | 4  | 4  | 4  | 4  | 4  | 3  | 3  | 3  | 3  | 2  | 2  | 2  | 2  | 2  | 1  | 1  | 1  | 1  | 1  | 1  | 1  | 1  | 1  |   |
| AZ Alkmaar      | 5            | 3  | 8  | 10 | 7  | 9  | 10 | 11 | 13 | 10 | 11 | 12 | 12 | 12 | 12 | 12 | 12 | 12 | 11 | 9  | 10 | 11 | 11 | 13 | 15 | 14 | 14 | 14 | 14 | 13 | 14 | 12 | 10 | 10 |   |
| Feyenoord       | 4            | 6  | 5  | 6  | 4  | 6  | 5  | 5  | 5  | 5  | 6  | 5  | 5  | 5  | 5  | 5  | 5  | 4  | 4  | 5  | 4  | 3  | 4  | 3  | 3  | 3  | 3  | 4  | 4  | 4  | 3  | 3  | 3  | 3  |   |
| FC Groningen    | 18           | 17 | 16 | 12 | 12 | 11 | 9  | 8  | 10 | 11 | 12 | 10 | 11 | 11 | 9  | 11 | 10 | 11 | 12 | 12 | 12 | 10 | 10 | 9  | 10 | 11 | 12 | 11 | 10 | 8  | 8  | 8  | 7  | 7  |   |
| SC Heerenveen   | 17           | 16 | 13 | 13 | 14 | 16 | 13 | 13 | 11 | 12 | 10 | 13 | 13 | 13 | 13 | 13 | 13 | 13 | 14 | 15 | 14 | 13 | 14 | 12 | 9  | 9  | 9  | 7  | 7  | 7  | 7  | 7  | 8  | 8  |   |
| Heracles Almelo | 9            | 14 | 14 | 14 | 11 | 12 | 12 | 9  | 9  | 7  | 9  | 9  | 8  | 9  | 10 | 10 | 11 | 10 | 10 | 11 | 9  | 9  | 9  | 10 | 11 | 10 | 10 | 10 | 11 | 12 | 9  | 9  | 11 | 12 |   |
| NAC Breda       | 9            | 12 | 17 | 17 | 16 | 13 | 15 | 17 | 17 | 16 | 13 | 14 | 15 | 15 | 15 | 16 | 16 | 17 | 16 | 13 | 13 | 14 | 12 | 11 | 12 | 12 | 11 | 12 | 12 | 11 | 13 | 14 | 12 | 13 |   |
| NEC Nijmegen    | 2            | 9  | 10 | 7  | 10 | 10 | 11 | 12 | 7  | 9  | 7  | 7  | 7  | 7  | 7  | 7  | 7  | 7  | 8  | 7  | 7  | 7  | 7  | 7  | 7  | 8  | 8  | 9  | 8  | 9  | 10 | 11 | 13 | 15 |   |
| PEC Zwolle      | 9            | 12 | 11 | 15 | 17 | 18 | 14 | 16 | 15 | 15 | 16 | 17 | 14 | 14 | 14 | 14 | 15 | 14 | 13 | 14 | 16 | 16 | 15 | 15 | 14 | 15 | 13 | 15 | 15 | 14 | 11 | 13 | 14 | 11 |   |
| PSV Eindhoven   | 15           | 7  | 6  | 3  | 5  | 3  | 3  | 2  | 2  | 2  | 2  | 1  | 1  | 1  | 3  | 1  | 1  | 1  | 2  | 1  | 1  | 1  | 1  | 1  | 1  | 2  | 2  | 2  | 2  | 3  | 2  | 2  | 2  | 2  |   |
| RKC Waalwijk    | 3            | 4  | 4  | 5  | 9  | 8  | 8  | 10 | 12 | 13 | 14 | 11 | 9  | 10 | 11 | 8  | 8  | 9  | 9  | 10 | 11 | 12 | 13 | 14 | 13 | 13 | 15 | 13 | 13 | 15 | 15 | 15 | 15 | 14 |   |
| Roda Kerkrade   | 9            | 18 | 17 | 11 | 12 | 14 | 16 | 14 | 14 | 14 | 15 | 15 | 16 | 16 | 17 | 17 | 17 | 15 | 15 | 16 | 15 | 15 | 16 | 16 | 16 | 16 | 16 | 16 | 16 | 16 | 16 | 16 | 16 | 16 |   |
| FC Twente       | 1            | 1  | 1  | 1  | 1  | 1  | 1  | 1  | 1  | 1  | 1  | 2  | 2  | 2  | 1  | 3  | 2  | 2  | 1  | 2  | 3  | 4  | 3  | 5  | 5  | 6  | 5  | 5  | 5  | 5  | 5  | 5  | 6  | 6  |   |
| FC Utrecht      | 16           | 8  | 9  | 9  | 8  | 5  | 6  | 6  | 6  | 6  | 4  | 6  | 6  | 6  | 6  | 6  | 6  | 6  | 6  | 6  | 5  | 6  | 6  | 6  | 6  | 5  | 6  | 6  | 6  | 6  | 6  | 6  | 5  | 5  |   |
| Vitesse Arnhem  | 5            | 5  | 3  | 2  | 2  | 2  | 2  | 3  | 3  | 3  | 3  | 3  | 3  | 3  | 2  | 2  | 4  | 5  | 5  | 4  | 6  | 5  | 5  | 4  | 4  | 4  | 4  | 3  | 3  | 2  | 4  | 4  | 4  | 4  |   |
| VVV Venlo       | 9            | 14 | 15 | 18 | 15 | 15 | 18 | 18 | 18 | 18 | 18 | 16 | 17 | 17 | 16 | 15 | 14 | 16 | 17 | 17 | 17 | 17 | 17 | 17 | 17 | 17 | 17 | 17 | 17 | 17 | 17 | 17 | 17 | 17 |   |
| Willem Tilburg  | 9            | 11 | 12 | 15 | 18 | 17 | 17 | 15 | 16 | 17 | 17 | 18 | 18 | 18 | 18 | 18 | 18 | 18 | 18 | 18 | 18 | 18 | 18 | 18 | 18 | 18 | 18 | 18 | 18 | 18 | 18 | 18 | 18 | 18 |   |

## Alapszakaszbeli sorozatok
Ez a táblázat azt mutatja meg, hogy a bajnokság alapszakaszában melyik csapat, milyen hosszú győzelmi-döntetlen-vereség sorozatokat produkált
| Klub / Fordulók | 1            | 2  | 3  | 4  | 5  | 6  | 7  | 8  | 9  | 10 | 11 | 12 | 13 | 14 | 15 | 16 | 17 | 18 | 19 | 20 | 21 | 22 | 23 | 24 | 25 | 26 | 27 | 28 | 29 | 30 | 31 | 32 | 33 | 34 |   |
| --------------- | ------------ | -- | -- | -- | -- | -- | -- | -- | -- | -- | -- | -- | -- | -- | -- | -- | -- | -- | -- | -- | -- | -- | -- | -- | -- | -- | -- | -- | -- | -- | -- | -- | -- | -- | - |
| Klub / Fordulók | ADO Den Haag | D  | D  | GY | V  | GY | D  | D  | D  | V  | GY | D  | D  | V  | GY | V  | D  | V  | GY | D  | D  | V  | GY | GY | D  | GY | D  | V  | V  | V  | V  | V  | D  | GY | V |
| AFC Ajax        | D            | GY | GY | D  | GY | D  | GY | D  | D  | D  | V  | GY | GY | GY | GY | GY | GY | D  | GY | V  | GY | D  | GY | D  | GY | GY | GY | GY | GY | GY | D  | GY | GY | GY |   |
| AZ Alkmaar      | D            | GY | D  | V  | GY | V  | D  | V  | V  | GY | V  | D  | D  | V  | V  | D  | GY | V  | GY | GY | V  | V  | D  | V  | V  | D  | V  | GY | D  | GY | V  | GY | GY | V  |   |
| Feyenoord       | GY           | D  | GY | V  | GY | V  | GY | D  | GY | D  | V  | GY | GY | GY | GY | D  | GY | GY | V  | D  | GY | GY | V  | GY | GY | GY | GY | V  | GY | D  | GY | GY | V  | GY |   |
| FC Groningen    | V            | D  | V  | GY | V  | GY | GY | D  | V  | V  | V  | GY | D  | D  | GY | V  | D  | V  | V  | V  | GY | GY | V  | GY | V  | D  | V  | GY | GY | GY | GY | V  | D  | V  |   |
| SC Heerenveen   | V            | D  | D  | D  | V  | V  | GY | D  | GY | V  | GY | V  | V  | D  | V  | D  | V  | GY | V  | D  | GY | D  | V  | GY | GY | GY | GY | GY | V  | GY | D  | V  | V  | V  |   |
| Heracles Almelo | D            | V  | V  | D  | GY | D  | D  | GY | D  | GY | V  | V  | GY | D  | V  | D  | V  | D  | GY | V  | D  | GY | D  | V  | V  | GY | GY | V  | V  | V  | GY | V  | D  | V  |   |
| NAC Breda       | D            | V  | V  | D  | V  | GY | V  | V  | V  | GY | GY | V  | V  | V  | D  | D  | D  | V  | GY | GY | GY | V  | D  | GY | V  | D  | GY | D  | V  | GY | V  | V  | GY | V  |   |
| NEC Nijmegen    | GY           | V  | V  | GY | D  | D  | V  | D  | GY | D  | GY | GY | V  | GY | D  | V  | D  | V  | V  | GY | GY | GY | V  | GY | V  | V  | V  | V  | D  | V  | V  | V  | V  | V  |   |
| PEC Zwolle      | D            | V  | D  | V  | V  | V  | GY | V  | GY | V  | V  | V  | GY | D  | D  | D  | V  | D  | GY | D  | V  | D  | GY | V  | GY | V  | GY | V  | D  | GY | GY | V  | V  | GY |   |
| PSV Eindhoven   | V            | GY | GY | GY | V  | GY | GY | GY | GY | GY | GY | GY | GY | V  | V  | GY | D  | GY | V  | GY | GY | D  | GY | V  | GY | D  | GY | V  | GY | V  | GY | GY | GY | V  |   |
| RKC Waalwijk    | GY           | D  | GY | D  | V  | D  | D  | V  | V  | V  | V  | GY | GY | D  | V  | GY | D  | D  | D  | V  | V  | V  | V  | V  | GY | V  | V  | GY | D  | D  | V  | V  | GY | GY |   |
| Roda Kerkrade   | D            | V  | V  | GY | V  | V  | V  | GY | D  | D  | D  | V  | V  | V  | V  | D  | D  | GY | GY | D  | D  | D  | D  | V  | GY | V  | V  | D  | V  | D  | V  | GY | V  | GY |   |
| FC Twente       | GY           | GY | GY | GY | GY | GY | V  | GY | D  | GY | GY | D  | D  | D  | GY | V  | GY | GY | D  | D  | V  | D  | D  | V  | V  | V  | GY | D  | GY | GY | D  | GY | D  | GY |   |
| FC Utrecht      | V            | GY | D  | D  | GY | GY | V  | D  | GY | GY | GY | V  | D  | V  | GY | D  | GY | D  | GY | GY | GY | V  | V  | GY | V  | GY | V  | GY | GY | V  | GY | GY | GY | GY |   |
| Vitesse Arnhem  | D            | GY | GY | GY | GY | D  | GY | D  | GY | V  | GY | D  | GY | GY | GY | V  | D  | V  | V  | GY | V  | D  | GY | GY | GY | GY | GY | GY | GY | D  | V  | GY | V  | V  |   |
| VVV Venlo       | D            | V  | V  | V  | D  | D  | V  | V  | V  | V  | GY | GY | V  | D  | D  | GY | D  | V  | V  | V  | V  | D  | GY | GY | V  | V  | V  | V  | V  | V  | D  | D  | D  | GY |   |
| Willem Tilburg  | D            | D  | V  | V  | V  | D  | V  | GY | V  | V  | V  | V  | V  | D  | GY | D  | V  | D  | D  | V  | V  | V  | D  | V  | V  | GY | V  | V  | V  | V  | GY | V  | V  | GY |   |

- Zöld szin = GYŐZELEM
- Kék szin = DÖNTETLEN
- Piros szin = VERESÉG

## Gólok száma fordulónként
Ez a táblázat két dolgot mutat meg. Azt, hogy a bajnokságban mennyi gól esett fordulónként és azt, hogy ezek alapján mennyi a mérkőzésenkénti gólátlag minden egyes fordulóban.
| FORDULÓK   | 1    | 2    | 3    | 4    | 5    | 6    | 7    | 8    | 9    | 10   | 11   | 12   | 13   | 14   | 15   | 16   | 17   | 18   | 19   | 20   | 21   | 22   | 23   | 24   | 25   | 26   | 27   | 28   | 29   | 30   | 31   | 32   | 33   | 34   |
| ---------- | ---- | ---- | ---- | ---- | ---- | ---- | ---- | ---- | ---- | ---- | ---- | ---- | ---- | ---- | ---- | ---- | ---- | ---- | ---- | ---- | ---- | ---- | ---- | ---- | ---- | ---- | ---- | ---- | ---- | ---- | ---- | ---- | ---- | ---- |
| ÖSSZES GÓL | 25   | 30   | 27   | 24   | 31   | 17   | 36   | 28   | 32   | 28   | 27   | 38   | 36   | 25   | 22   | 27   | 29   | 26   | 20   | 33   | 34   | 30   | 26   | 28   | 26   | 15   | 32   | 29   | 23   | 34   | 29   | 39   | 38   | 23   |
| GÓLÁTLAG   | 2,77 | 3,33 | 3,00 | 2,66 | 3,44 | 1,88 | 4,00 | 3,11 | 3,55 | 3,11 | 3,00 | 4,22 | 4,00 | 2,77 | 2,44 | 3,00 | 3,22 | 2,88 | 2,22 | 3,66 | 3,77 | 3,33 | 2,88 | 3,11 | 2,88 | 1,66 | 3,55 | 3,22 | 2,55 | 3,77 | 3,22 | 4,33 | 4,22 | 2,55 |

- Sárga szin = legkevesebb
- Piros szin = legtöbb

## Nézők száma mérkőzésenként
Ez a táblázat azt mutatja meg, hogy mennyi néző volt kíváncsi a szezon minden egyes mérkőzésére.
|                | ADO    | AJA    | AZ     | FEY    | GRO    | HEE    | HER    | NAC    | NEC    | ZWO    | PSV    | RKC    | RJC    | TWE    | UTR    | VIT    | VVV    | WIL    | ÖSSZESEN  | ÁTLAG  |
| -------------- | ------ | ------ | ------ | ------ | ------ | ------ | ------ | ------ | ------ | ------ | ------ | ------ | ------ | ------ | ------ | ------ | ------ | ------ | --------- | ------ |
| ADO Den Haag   |        | 14.009 | 10.200 | 11.231 | 10.056 | 11.587 | 11.147 | 8.298  | 11.229 | 9.134  | 10.129 | 10.211 | 8.254  | 10.330 | 9.889  | 10.577 | 9.300  | 10.008 | 175.589   | 10.329 |
| AFC Ajax       | 46.772 |        | 48.412 | 53.052 | 49.484 | 51.701 | 51.947 | 48.785 | 51.376 | 51.650 | 51.064 | 51.068 | 51.088 | 50.772 | 48.836 | 50.965 | 49.395 | 51.963 | 858.330   | 50.490 |
| AZ Alkmaar     | 16.278 | 17.016 |        | 17.000 | 16.454 | 15.895 | 15.958 | 16.089 | 16.378 | 16.567 | 16.679 | 15.813 | 15.691 | 16.556 | 16.610 | 16.078 | 16.184 | 16.072 | 294.014   | 17.295 |
| Feyenoord      | 42.000 | 48.000 | 45.000 |        | 43.000 | 42.500 | 47.000 | 47.000 | 42.000 | 46.000 | 47.000 | 44.000 | 44.500 | 47.500 | 47.000 | 45.000 | 47.000 | 45.000 | 769.500   | 45.265 |
| FC Groningen   | 22.028 | 22.289 | 21.045 | 22.174 |        | 22.505 | 19.981 | 21.064 | 20.561 | 20.817 | 20.728 | 22.328 | 20.495 | 21.330 | 20.539 | 21.000 | 20.587 | 20.488 | 359.919   | 21.172 |
| Heerenveen     | 22.500 | 26.100 | 25.800 | 26.100 | 26.000 |        | 24.330 | 24.500 | 20.000 | 25.100 | 24.984 | 25.000 | 25.250 | 24.885 | 24.800 | 25.126 | 24.663 | 25.306 | 420.444   | 24.732 |
| Heracles       | 8.295  | 8.500  | 8.481  | 8.500  | 8.480  | 8.303  |        | 8.427  | 8.405  | 8.442  | 8.500  | 8.468  | 8.469  | 8.500  | 8.395  | 8.460  | 8.211  | 8.450  | 143.286   | 8.428  |
| NAC Breda      | 17.100 | 19.000 | 17.900 | 18.400 | 17.150 | 17.750 | 16.900 |        | 17.400 | 17.500 | 18.300 | 16.800 | 17.500 | 15.500 | 16.200 | 17.500 | 17.100 | 16.500 | 294.500   | 17.323 |
| NEC Nijmegen   | 10.875 | 12.000 | 12.200 | 12.500 | 12.100 | 11.503 | 12.000 | 12.200 |        | 11.600 | 11.700 | 11.600 | 11.750 | 12.500 | 12.350 | 12.500 | 12.200 | 11.125 | 202.703   | 11.924 |
| PEC Zwolle     | 11.066 | 11.324 | 11.061 | 11.324 | 9.835  | 10.937 | 11.200 | 10.350 | 9.678  |        | 11.324 | 11.324 | 10.500 | 11.041 | 11.324 | 9.820  | 10.979 | 11.324 | 184.411   | 10.848 |
| PSV            | 32.300 | 34.500 | 32.200 | 34.600 | 34.000 | 33.500 | 32.000 | 32.000 | 33.700 | 32.700 |        | 34.000 | 33.000 | 33.000 | 32.900 | 33.000 | 32.600 | 32.000 | 562.000   | 33.059 |
| RKC Waalwijk   | 6.000  | 7.508  | 6.000  | 7.500  | 6.507  | 6.881  | 5.849  | 6.351  | 5.671  | 7.028  | 7.400  |        | 6.213  | 6.129  | 6.322  | 6.000  | 6.000  | 6.000  | 109.089   | 6.417  |
| Roda Kerkrade  | 11.917 | 17.159 | 13.474 | 16.200 | 13.112 | 13.365 | 12.606 | 12.820 | 11.852 | 11.855 | 15.450 | 15.039 |        | 13.212 | 12.167 | 14.452 | 12.464 | 12.365 | 229.509   | 13.500 |
| FC Twente      | 29.300 | 30.000 | 29.500 | 30.000 | 29.400 | 29.200 | 29.800 | 29.250 | 29.200 | 29.500 | 29.350 | 29.300 | 29.200 |        | 29.500 | 29.700 | 29.000 | 29.500 | 500.700   | 29.453 |
| FC Utrecht     | 16.508 | 18.500 | 17.065 | 18.048 | 17.214 | 17.448 | 17.125 | 19.566 | 17.772 | 15.147 | 17.243 | 18.143 | 16.258 | 20.119 |        | 15.278 | 19.245 | 17.043 | 297.722   | 17.513 |
| Vitesse        | 16.499 | 21.867 | 18.035 | 18.043 | 17.087 | 17.110 | 17.003 | 20.857 | 18.072 | 18.516 | 22.315 | 17.219 | 16.457 | 18.184 | 18.608 |        | 18.563 | 19.523 | 313.859   | 18.462 |
| VVV-Venlo      | 7.150  | 8.000  | 5.900  | 7.000  | 5.001  | 6.666  | 7.100  | 7.000  | 6.500  | 7.100  | 8.000  | 5.750  | 7.000  | 5.500  | 6.500  | 6.500  |        | 7.400  | 114.067   | 6.710  |
| Willem Tilburg | 10.050 | 13.825 | 11.100 | 12.300 | 11.450 | 9.850  | 10.000 | 12.400 | 10.650 | 11.300 | 13.000 | 11.000 | 11.850 | 10.300 | 10.750 | 9.500  | 13.000 |        | 192.325   | 11.313 |
| ÖSSZESEN       |        |        |        |        |        |        |        |        |        |        |        |        |        |        |        |        |        |        | 6.021.967 | 19.679 |

- Sárga szin = legkevesebb néző
- Piros szin = legtöbb néző

### Az 5 legtöbb nézőt vonzó csapat
Ebben a táblázatban azt lehet megtudni, hogy melyik csapat hazai mérkőzésein volt a legtöbb néző.
| No. | Csapat          | Összes néző | Átlagnézőszám |
| --- | --------------- | ----------- | ------------- |
| 01. | AFC Ajax        | 858.330     | 50.490        |
| 02. | Feyenoord       | 769.500     | 45.265        |
| 03. | PSV Eindhoven   | 562.000     | 33.059        |
| 04. | Twente Enschede | 500.700     | 29.453        |
| 05. | Heerenveen      | 420.444     | 24.732        |

### A szezon 3 legnézettebb mérkőzése
| No. | Mérkőzés                   | Dátum            | Nézők száma |
| --- | -------------------------- | ---------------- | ----------- |
| 01. | AFC Ajax - Feyenoord       | 2013. január 20. | 53.052      |
| 02. | AFC Ajax - Willem Tilburg  | 2013. május 5.   | 51.963      |
| 03. | AFC Ajax - Heracles Almelo | 2013. április 7. | 51.947      |

## Play-off

### Osztályozók

#### 1. kör
A bentmaradásért küzdő csapatok közül az első körben 4 csapatnak kellett megküzdenie a következő körbe való bejutásért. Az első mérkőzések május 8-án, a visszavágók pedig május 11-én rendezték meg.
| 1. csapat     | Össz. | 2. csapat       | 1. mérk. | 2. mérk. |
| ------------- | ----- | --------------- | -------- | -------- |
| FC Dordrecht  | 3–6   | Go Ahead Eagles | 3–3      | 0–3      |
| De Graafschap | 5–2   | Fortuna Sittard | 2–1      | 3–1      |

#### 2. kör
A második körben a mérkőzéseket május 16-án és május 19-én rendezték meg. Itt esett ki a VVV Venlo csapata, akik azért küzdöttek, hogy jövőre is az Eredivisie-ben szerepelhessenek.
| 1. csapat       | Össz. | 2. csapat        | 1. mérk. | 2. mérk. |
| --------------- | ----- | ---------------- | -------- | -------- |
| Go Ahead Eagles | 4–0   | VVV Venlo        | 1–0      | 3–0      |
| Maastricht      | 1–4   | FC Volendam      | 0–1      | 1–3      |
| De Graafschap   | 2–7   | Roda Kerkrade    | 1–1      | 1–6      |
| Helmond Sport   | 3–5   | Sparta Rotterdam | 2–4      | 1–1      |

#### 3. kör
A harmadik körben dőlt el, hogy az osztályozós csapatok közül jövőre kik szerepelhetnek majd az Eredivisieben. Ez annak a Roda Kerkradenak sikerült 7akik megvédték bentmaradásukat és a Go Ahead Eaglesnek akik 17 év után újból feljutottak az első osztályba. Az első mérkőzések május 23-án, a visszavágók pedig május 26-án voltak.
| 1. csapat       | Össz. | 2. csapat        | 1. mérk. | 2. mérk. |
| --------------- | ----- | ---------------- | -------- | -------- |
| Go Ahead Eagles | 3–1   | FC Volendam      | 3−0      | 0–1      |
| Roda Kerkrade   | 2–1   | Sparta Rotterdam | 0−0      | 2–1      |

### Európa-Liga

#### Elődöntő
Az Európa-ligába való bejutásért küzdő csapatok a play-off elődöntőjének első mérkőzéseit május 16-án, a visszavágókat pedig május 19-én játszották.
| 1. csapat     | Össz. | 2. csapat       | 1. mérk. | 2. mérk. |
| ------------- | ----- | --------------- | -------- | -------- |
| SC Heerenveen | 1–3   | FC Utrecht      | 0–1      | 1–2      |
| FC Groningen  | 2–4   | Twente Enschede | 0–1      | 2–3      |

#### Döntő
Az Európa-Ligába való bejutás döntőjének első mérkőzését május 23-án, a visszavágót pedig május 26-án játszották. A döntőt az FC Utrecht csapata nyerte, ezzel ők lettek a negyedik holland csapat akik jövőre részt vehetnek az EL-ben.
| 1. csapat       | Össz. | 2. csapat  | 1. mérk. | 2. mérk. |
| --------------- | ----- | ---------- | -------- | -------- |
| Twente Enschede | 2–3   | FC Utrecht | 0–2      | 2–1      |

## Európai kupaszereplés

### A következő évben európai kupákban induló csapatok

#### Bajnokok ligája
- AFC Ajax (csoportkör)
- PSV Eindhoven (play-off)

#### Európa-liga
- Feyenoord
- Vitesse Arnhem
- AZ Alkmaar
- FC Utrecht

### Az  európai kupákban induló csapatok eredményei
Ebben a táblázatban azon holland csapatok szerepelnek akik a szezonban a 2 európai kupa valamelyikében is - vagy mindkettőben - képviselték hazájukat és azt, hogy milyen eredményt értek benne el. A csapatnév melletti zárójelben pedig az előző szezonban elért eredmény látható ami által a kupákban indulhattak.
A zöld színnel írt eredmény csupán a selejtezőt jelöli.
| No. | Csapat                                | Bajnokok Ligája 2012/13 | Európa Liga 2012/13 |
| --- | ------------------------------------- | ----------------------- | ------------------- |
| 01. | Ajax Amsterdam (bajnok)               | Csoportkör              | 16-os döntő         |
| 02. | Feyenoord (2. hely)                   | 3. selejtezőkör         | Rájátszás           |
| 03. | PSV Eindhoven (3. hely / kupagyőztes) | -                       | Csoportkör          |
| 04. | AZ Alkmaar (4. hely)                  | -                       | Rájátszás           |
| 05. | SC Heerenveen (5. hely)               | -                       | Rájátszás           |
| 06. | Twente Enschede (6. hely)             | -                       | Csoportkör          |
| 07. | Vitesse Arnhem (7. hely)              | -                       | 3. selejtezőkör     |

## Idei statisztika és rekordok

### Csapatok
- LEGTÖBB GYŐZELEM: 22x (AFC Ajax és PSV Eindhoven)
- LEGTÖBB HAZAI GYŐZELEM: 14x (PSV Eindhoven és Feyenoord)
- LEGTÖBB IDEGENBELI GYŐZELEM: 11x (AFC Ajax)
- LEGKEVESEBB VERESÉG: 2x (AFC Ajax)
- LEGKEVESEBB HAZAI VERESÉG: 0x (Feyenoord)
- LEGKEVESEBB IDEGENBELI VERESÉG: 1x (AFC Ajax)
- LEGTÖBB VERESÉG: 21x (Willem Tilburg)
- LEGTÖBB LŐTT GÓL: 103 (PSV Eindhoven)
- LEGKEVESEBB KAPOTT GÓL: 31 (AFC Ajax)
- LEGNAGYOBB ARÁNYÚ GYŐZELEM: 7:0 (PSV Eindhoven-ADO Den Haag)
- LEGNAGYOBB ARÁNYÚ HAZAI GYŐZELEM: 7:0 (PSV Eindhoven-ADO Den Haag)
- LEGNAGYOBB ARÁNYÚ IDEGENBELI GYŐZELEM: 0:6 (VVV Venlo-PSV Eindhoven)
- LEGGÓLGAZDAGABB MÉRKŐZÉS: 6:3 Heracles-Heerenveen
- LEGHOSSZABB GYŐZELMI SOROZAT: 8 mérkőzés (PSV Eindhoven)
- LEGHOSSZABB VERETLENSÉGI SOROZAT: 14 mérkőzés (AFC Ajax)
- LEGHOSSZABB NYERETLENSÉGI SOROZAT: 10 mérkőzés (NEC / VVV Venlo / Willem)
- LEGTÖBB VERESÉG EGYMÁS UTÁN: 6 vereség (VVV Venlo)

### Játékosok

#### Góllövőlista
Íme ezen szezon alapszakaszának 10 legeredményesebb játékosa:
| No. | JÁTÉKOS NEVE        | CSAPAT         | MÉRKŐZÉSEK | LŐTT GÓLOK |
| --- | ------------------- | -------------- | ---------- | ---------- |
| 01. | Wilfried Bony       | Vitesse Arnhem | 30         | 31         |
| 02. | Graziano Pellé      | Feyenoord      | 29         | 27         |
| 03. | Alfreð Finnbogason  | SC Heerenveen  | 31         | 24         |
| 04. | Jozy Altidore       | AZ Alkmaar     | 33         | 23         |
| 05. | Sanharib Malki      | Roda Kerkrade  | 32         | 17         |
| 06. | Dries Mertens       | PSV Eindhoven  | 29         | 16         |
| 07. | Jeremain Lens       | PSV Eindhoven  | 30         | 15         |
| 08. | Jacob Mulenga       | FC Utrecht     | 28         | 14         |
| 09. | Georginio Wijnaldum | PSV Eindhoven  | 33         | 14         |
| 10. | Luc Castaignos      | FC Twente      | 34         | 13         |

#### Legtöbb gólpassz
Íme a szezon 12 legtöbb gólpasszt adó játékosának listája:
| No. | JÁTÉKOS NEVE      | CSAPAT          | MÉRKŐZÉSEK | GÓLPASSZOK |
| --- | ----------------- | --------------- | ---------- | ---------- |
| 01. | Christian Eriksen | AFC Ajax        | 33         | 8          |
| 02. | Renato Ibarra     | Vitesse Arnhem  | 32         | 6          |
| 03. | Dries Mertens     | PSV Eindhoven   | 29         | 5          |
| -   | Ruben Schaken     | Feyenoord       | 31         | 5          |
| -   | Youness Mokhtar   | PEC Zwolle      | 31         | 5          |
| 06. | Dusan Tadic       | Twente Enschede | 33         | 4          |
| -   | Kevin Strootman   | PSV Eindhoven   | 32         | 4          |
| -   | Mitchell Donald   | Roda Kerkrade   | 30         | 4          |
| -   | Wilfried Bony     | Vitesse Arnhem  | 30         | 4          |
| -   | Nacer Chadli      | Twente Enschede | 22         | 4          |
| -   | Leroy Fer         | Twente Enschede | 26         | 4          |
| -   | Andraž Kirm       | FC Groningen    | 31         | 4          |

#### Kanadai ponttáblázat
Íme az idei szezon alapszakaszának kanadai ponttáblázata. A játékosok által összeszedett pontok az általuk lőtt gólok és gólpasszok összegéből jön ki:
Az azonos pontszámmal rendelkező játékosoknál a több gólt szerző játékos áll előrébb.
| No. | JÁTÉKOS NEVE       | CSAPAT          | GÓLOK | GÓLPASSZOK | PONTSZÁM |
| --- | ------------------ | --------------- | ----- | ---------- | -------- |
| 01. | Wilfried Bony      | Vitesse Arnhem  | 31    | 4          | 35       |
| 02. | Graziano Pellé     | Feyenoord       | 27    | 1          | 28       |
| 03. | Alfreð Finnbogason | SC Heerenveen   | 24    | 2          | 26       |
| 04. | Jozy Altidore      | AZ Alkmaar      | 23    | 1          | 24       |
| 05. | Dries Mertens      | PSV Eindhoven   | 16    | 5          | 21       |
| 06. | Sanharib Malki     | Roda Kerkrade   | 17    | 1          | 18       |
| 07. | Jeremain Lens      | PSV Eindhoven   | 15    | 2          | 17       |
| 08. | Christian Eriksen  | AFC Ajax        | 9     | 8          | 17       |
| 09. | Jacob Mulenga      | FC Utrecht      | 14    | 2          | 16       |
| 10. | Dušan Tadić        | Twente Enschede | 12    | 4          | 16       |
| 11. | Siem de Jong       | AFC Ajax        | 13    | 2          | 15       |

#### Lapok
| SÁRGA LAPOK | SÁRGA LAPOK        | SÁRGA LAPOK     | SÁRGA LAPOK |
|             | Játékos neve       | Csapat          | Lapok száma |
| ----------- | ------------------ | --------------- | ----------- |
| 01.         | Mark van Bommel    | PSV Eindhoven   | 9           |
| -           | Danny Holla        | ADO Den Haag    | 9           |
| -           | Sander Duits       | RKC Waalwijk    | 9           |
| 03.         | Maikel Kieftenbeld | FC Groningen    | 7           |
| -           | Roberto Rosales    | Twente Enschede | 7           |
| -           | Jeffrey Gouweleeuw | SC Heerenveen   | 7           |
| -           | Michal de Leeuw    | FC Groningen    | 7           |
| -           | Rasmus Lindgren    | FC Groningen    | 7           |

| PIROS LAPOK | PIROS LAPOK       | PIROS LAPOK         | PIROS LAPOK |
|             | Játékos neve      | Csapat              | Lapok száma |
| ----------- | ----------------- | ------------------- | ----------- |
| 01.         | Kevin Conboy      | NEC Nijmegen        | 3           |
| -           | Joey van den Berg | SC Heerenveen / PEC | 3           |
| 03.         | Guy Ramos         | RKC Waalwijk        | 2           |
| -           | Thomas Bruns      | Heracles Almelo     | 2           |
| -           | Jordens Peters    | Willem Tilburg      | 2           |
| -           | Dave Bulthuis     | FC Utrecht          | 2           |
| -           | Anouar Kali       | FC Utrecht          | 2           |